# Casa de Croÿ
A Casa de Croÿ é uma família aristocrática do Reino da França, com ramos colaterais na Espanha. É descendente do rei André III da Hungria, e portanto, descendente de Átila, o Huno. Foi (e ainda é) uma das famílias mais tradicionais de toda a Europa.

## Origens
Originalmente, a família era instalada na região da Picardia, no norte da França, adotou tal nome a partir do Castelo de Croÿ, que está localizado na atual Bélgica. Seus membros envolveram-se ativamente nas políticas de países como França, Espanha, Áustria e Países Baixos; Participaram ativamente do movimento de unificação dos Países Baixos, primeiro sobre os Duques de Borgonha e posteriormente sob a Casa de Habsburgo.

## Nomenclatura e história
O sobrenome dos Croÿ deriva do Castelo de Croÿ, de onde os primeiros membros da família foram se instalar. O membro mais antigo (pelo menos conhecido pela história) que pertenceu a esta família foi Jacob van Croÿ, o qual viveu em meados do século XII. De acordo com um mito estabelecido mais tarde, os Croÿ descenderiam do rei André III da Hungria, através do casamento de seu filho Marc, príncipe da Hungria com Catarina de Croÿ, herdeira da família dos Croÿs.

## Origem húngara
Se os Croÿs franceses descendem de André III da Hungria, estes são seus ancestrais, em linha patrilinear:
- Átila, Rei dos hunos em 433, filho de um chefe huno, Mundíuco, sucedeu a um tio paterno, Ruga. Basicamente um guerreiro, sua vida é uma sucessão de batalhas. Seu noivado com Honória, neta do imperador Teodósio II, foi pretexto para diversas invasões da Itália. Morreu em 453, na noite que se sucedeu a seu casamento com uma jovem visigoda, Ildico. Teve filhos de Honória (ligou, assim, seu sangue ao sangue de Júlio César). Filho dele foi:
- Chaba, príncipe dos Hunos, teria morrido com os irmãos e 30 000 hunos na Batalha do Rio Nedau.
- Elaco, morto na mesma batalha.[1][2][3]
- Avário, bisneto do precedente. Chefe húngaro com título real. Seria avô ou bisavô de Álmos (é com certeza personagem lendário; ávaros é o nome da tribo de onde surge a nação húngara).
- Árpád, trineto do precedente, filho de Álmos. É considerado o primeiro governante da Hungria, o provável chefe das tribos magiares e o fundador da Casa de Árpád.
- A dinastia continua até chegar a:
- André III da Hungria, rei da Hungria, com quem se extinguiu a linhagem masculina legítima da Casa de Árpád.
- Marc da Hungria, casado com Catherine de Croÿ.

## Membros famosos
- Anton van Croy (1385-1475), o Grande Croy, estadista da Borgonha
- Filipe I de Croy (1435-1511), conde de Porcean, governador de Luxemburgo
- Croy Guilherme II (1458-1521), senhor de Chievres, duque de Soria e Archi, Governador dos Países Baixos
- Guilherme de Croy (1497-1521), cardeal e arcebispo de Toledo[4][5]
- Carlos de Croy, bispo de Tournai
- Jaime de Croy (1436-1516), filho de João II Conde de Chimay, desde 1502 bispo de Cambrai.
- Filipe II de Croy-Aarschot (1496-1549), sobrinho de William, duque de Aarschot, governador de Hainaut
- Maria de Croÿ (1519-1588), princesa de Croy-Chimay.
- Filipe III de Croy-Aarschot (1526-1595), filho de Filipe II, Duque de Aarschot, governador de Flandres
- Carlos Filipe de Croy-Havre (1549-1613), filho de Filipe II, guerreiro e estadista
- Carlos Croy-Aarschot filho (1560-1612), de Philip III, militar e estadista,
- Ferry de Croy-Roeulx (- 1524), senhor de Roeulx, governador de Artois
- Adriano de Croy († 1553), Conde de Roeulx, governador de Flandres e Artois
- Janeiro de Croy (- 1581), Conde de Roeulx, governador de Flandres e Artois, depois Nomes
- Carlos Alexandre de Croy (1581-1624), militar espanhol
- Bogislau Croy (1620-1684), bispo de Kammin, governador de Brandemburgo Pomerânia e da Prússia
- Carlos Eugênio de Croy-Roeulx (1651-1702), militar alemão e russo
- Emanuel de Croy (1718-1784), soldado, um confidente de Luís XV
- Ana-Emanuel de Croy (1743-1803), fugiu para o Império Alemão, adquiriu em 1803 o município Dülmen
- Augusto de Croy (1765-1822), filho de Anne-Emanuel, duque de Dülmen reinando até 1806, o ancestral de todos os ramos modernos
- Isabel de Croy (1856-1931), princesa de Croy-Dülmen e mais tarde arquiduquesa da Áustria por casamento.[6][7]

### Duques de Croÿ

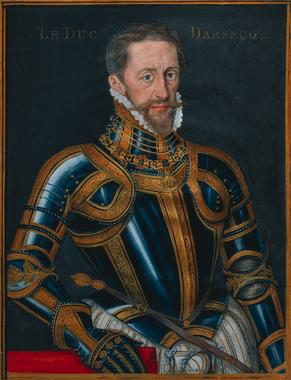
Philipe de Cröy, Duque de Aarschot.

O título Duque de Croy pelo rei Henrique IV de França concedida a Carlos III de Croy . Enquanto outros títulos para a casa Croy na vida são chamados, como duque de Aarschot ou príncipe de Chimay, no decorrer do tempo na extinção da linha principal foram transferidos para outras famílias, este título é específico para a família Croy vinculado. O título ainda é usado pelo chefe de família, agora no ramo vestfaliano da Casa de Croÿ-Solre.
- Carlos III de Croy-Aarschot (1560-1598 b. - 1612)
- Carlos Alexandre de Croy-Havre (° 1574-1612 to 1624), sobrinho do precedente
- Ernesto de Croy (1588-1624 b. - 1631), irmão do precedente
- Bogislau Ernesto (1620-1631 b. - 1684), filho do anterior
- Ferdinando Gastão Lamoral de Croy-Roeulx (1684 - 1720)
- Ferdinando Gastão (1709-1720 b. - 1767), neto do anterior
- Emanuel de Croy-Solre (1718-1767 b. - 1784)
- Ana Emanuel (1743-1784 b. - 1803), filho do anterior
- Filipe Augusto (1765-1803 b. - 1822), filho do anterior
- Alfredo Frederido Augusto Francisco (1789-1822 b. - 1861), filho do anterior
- Rodolfo Maximiliado Constantino (1823-1861 b. - 1902), filho do anterior
- Carlos Alfredo (1859-1902 b. - 1906), filho do anterior
- Carlos Rodolfo Engelberto Filipe Leão (1889-1906 b. - 1974), filho do anterior
- Carlos Emanuel Emanuel (1914-1974 b. - 1990), filho do anterior
- Rodolfo Rupprecht Carlos (1955), duque em 1990, filho de anteriores